# Oclusiva velar sonora
La oclusiva velar sonora es un sonido consonántico cuyo símbolo según el Alfabeto Fonético Internacional es [g]. Este sonido está presente en el 90 % de los idiomas, incluido el español.

## Características

El punto de articulación de la [g] en la boca es el n.º 8.

- Su modo de articulación es oclusivo, lo que significa que se produce por la obstrucción del flujo del aire en la tracto bucal.
- Su punto de articulación es velar, lo que significa que es articulada con el postdorso de la lengua y el velo del paladar.
- Su tipo de fonación es sonoro, esto es, se produce vibrando las cuerdas vocales.
- Es una consonante oral, lo que significa que el aire escapa por la boca.
- Es una consonante central, que significa que es producida permitiendo al aire fluir por la mitad de la lengua, en vez de los lados.

## Variedades de[ɡ]
| AFI    | Descripción    |
| ------ | -------------- |
| ɡ      | g plana        |
| ɡʱ o ɡ̈ | g murmurada    |
| ɡʲ     | g palatalizada |
| ɡʷ     | g labializada  |
| ɡ̚      | g retenida     |
| ɡ̊      | g casi sorda   |

## Presencia
| Idioma    | Idioma     | Palabra         | AFI        | Significado    |
| --------- | ---------- | --------------- | ---------- | -------------- |
| Abjasio   | Abjasio    | ажыга           | [aˈʐəɡa]   | pala           |
| Alemán    | Alemán     | lüge            | [ˈlyːɡə]   | mentira        |
| Árabe     | Egipcio    | راجل            | [ˈɾˤɑːɡel] | hombre         |
| Catalán   | Catalán    | gros            | [ˈɡɾɔs]    | grande         |
| Checo     | Checo      | gram            | [ɡram]     | gramo          |
| Español   | Español    | gato            | [ˈɡato̞]    |                |
| Francés   | Francés    | gain            | [ɡɛ̃]       | pendiente      |
| Georgiano | Georgiano  | გული            | [ˈɡuli]    | espalda        |
| Griego    | Griego     | γκάρισμα        | [ˈɡarizma] | rebuzno        |
| Hindi     | Hindi      | गाना              | [ɡɑːnɑː]   | canción        |
| Holandés  | Holandés   | zakdoek         | [ˈzɑɡduk]  | pañuelo        |
| Húngaro   | Húngaro    | engedély        | [ɛŋɡɛdeːj] | permiso        |
| Inglés    | Inglés     | gasp            | [ˈɡæsp]    | grito sofocado |
| Italiano  | Italiano   | gare            | [ˈɡare]    | carrera        |
| Japonés   | Japonés    | がん•癌}}/'g'an | [ɡaɴ]      | cáncer         |
| Malayo    | Malayo     | guni            | [ɡuni]     | saco           |
| Noruego   | Noruego    | gull            | [ɡʉl]      | gaviota        |
| Polaco    | Polaco     | gmin            | [ɡmʲin]ⓘ   | plebe          |
| Portugués | Portugués  | língua          | [ˈlĩɡwɐ]   | lengua         |
| Rumano    | Rumano     | gând            | [ˈgɨnd]    | pensamiento    |
| Ruso      | Ruso       | голова          | [ɡəlɐˈva]  | cabeza         |
| Somalí    | Somalí     | gaabi           | [ɡaːbi]    | acortar        |
| Turco     | Turco      | göl             | [ɡœl]      | lago           |
| Zapoteco  | Tilquiapan | gan             | [ɡaŋ]      | podré          |